# Columbisoga chusqueae
Columbisoga chusqueae är en insektsart som beskrevs av Frederick Arthur Godfrey Muir 1926. Columbisoga chusqueae ingår i släktet Columbisoga och familjen sporrstritar. Inga underarter finns listade i Catalogue of Life.